# دانیل گورگیزنژاد
دانیل گورگیزنژاد (۱۹ فروردین ۱۳۱۹ – ۷ فروردین ۱۳۹۹) وزنه‌بردار اهل ایران بود. از افتخارات وی می‌توان به کسب مدال نقره وزن ۷۵ کیلوگرم در بازی‌های آسیایی ۱۹۷۰ شده‌است.
گورگیزنژاد زمانی که هنریک تمرز سرمربی تیم ملی وزنه‌برداری بود، برای نخستین بار به اردو دعوت شد و در بازی‌های المپیک تابستانی ۱۹۶۸ شرکت کرد. وی در دسته ۷۵ کیلوگرم در حرکت پرس با توجه به مصدومیت مچ پا از مسابقات حذف شد.
او که از اقلیت آشوریان ایران بود پس از درگذشت در آرامستان آشوریان واقع در شهرستان اسلامشهر به خاک سپرده شده‌است.